# Deborah Kerr
Deborah Jane Kerr-Trimmer (Helensburgh, 1921. szeptember 30. – Botesdale, 2007. október 16.) Golden Globe-díjas skót színésznő. Hatszor jelölték Oscar-díjra, négyszer BAFTA-díjra és egyszer Emmy-díjra. 1994-ben Oscar-életműdíjat kapott „elegáns és szép színészi munkájáért”.

## Élete

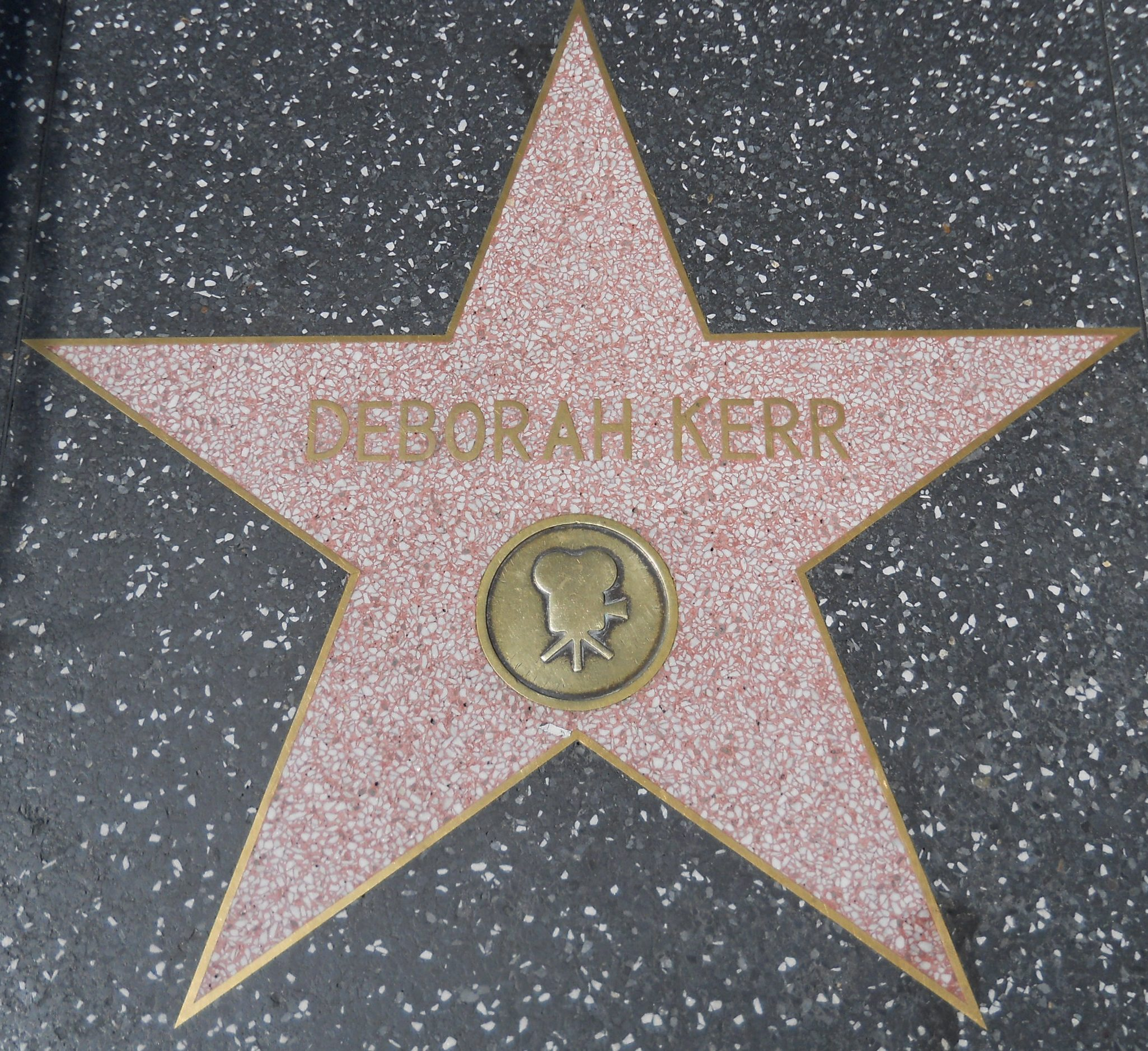
Deborah Kerr csillagja a Hírességek sétányán

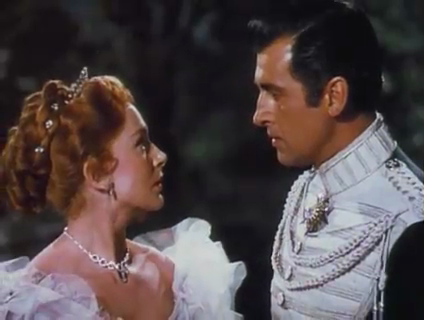
Stewart Granger és Kerr a Zenda foglyában

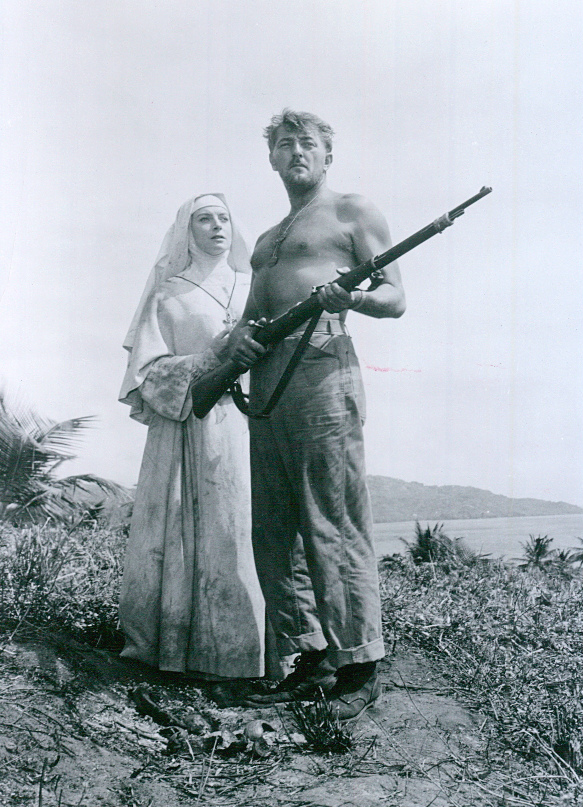
Ég tudja, Mr. Allison: Robert Mitchummal

Japán poszter a Quo vadisról

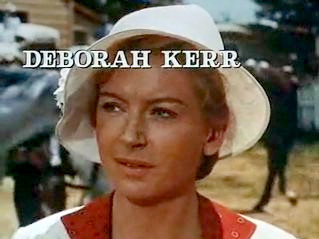
Kerr a Csavargókban

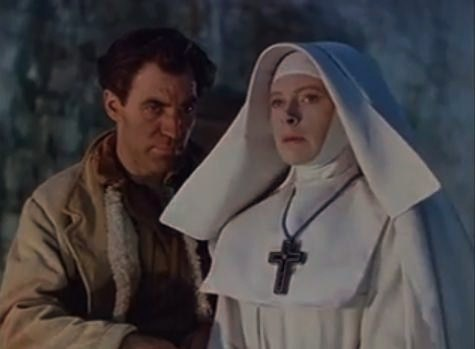
A Fekete nárciszban David Farrarral

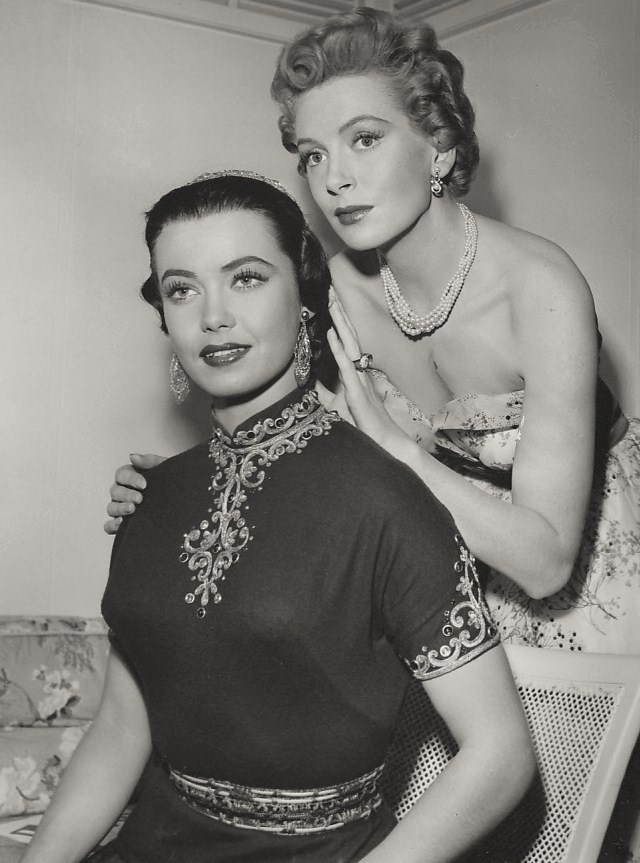
Betta St. Johnnal (balra) az Álmaim asszonyában

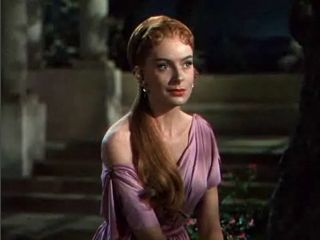
Kerr a Quo vadis című filmben

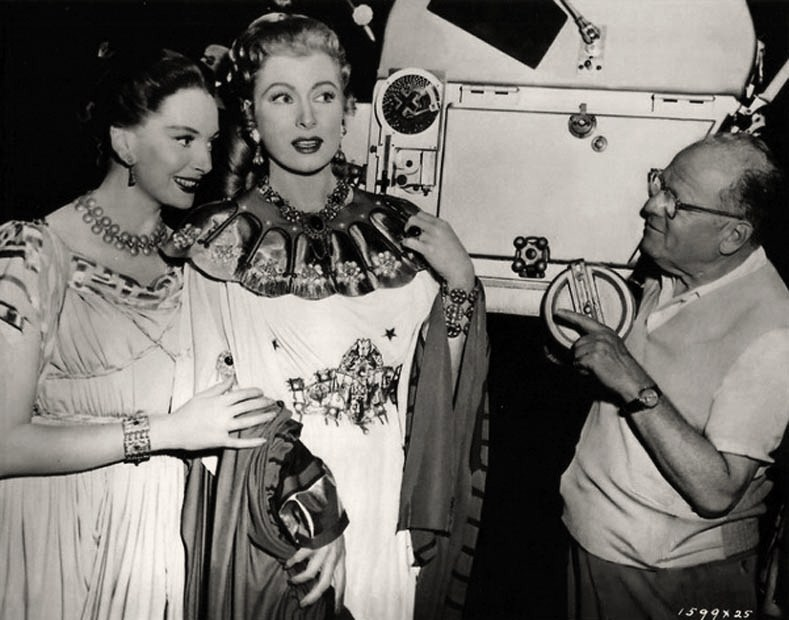
Kerr (balra) és Greer Garson (jobbra) a Julius Caesar című filmben

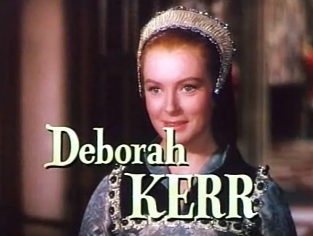
Kerr mint Parr Katalin angol királyné A fiatal Bess című filmben

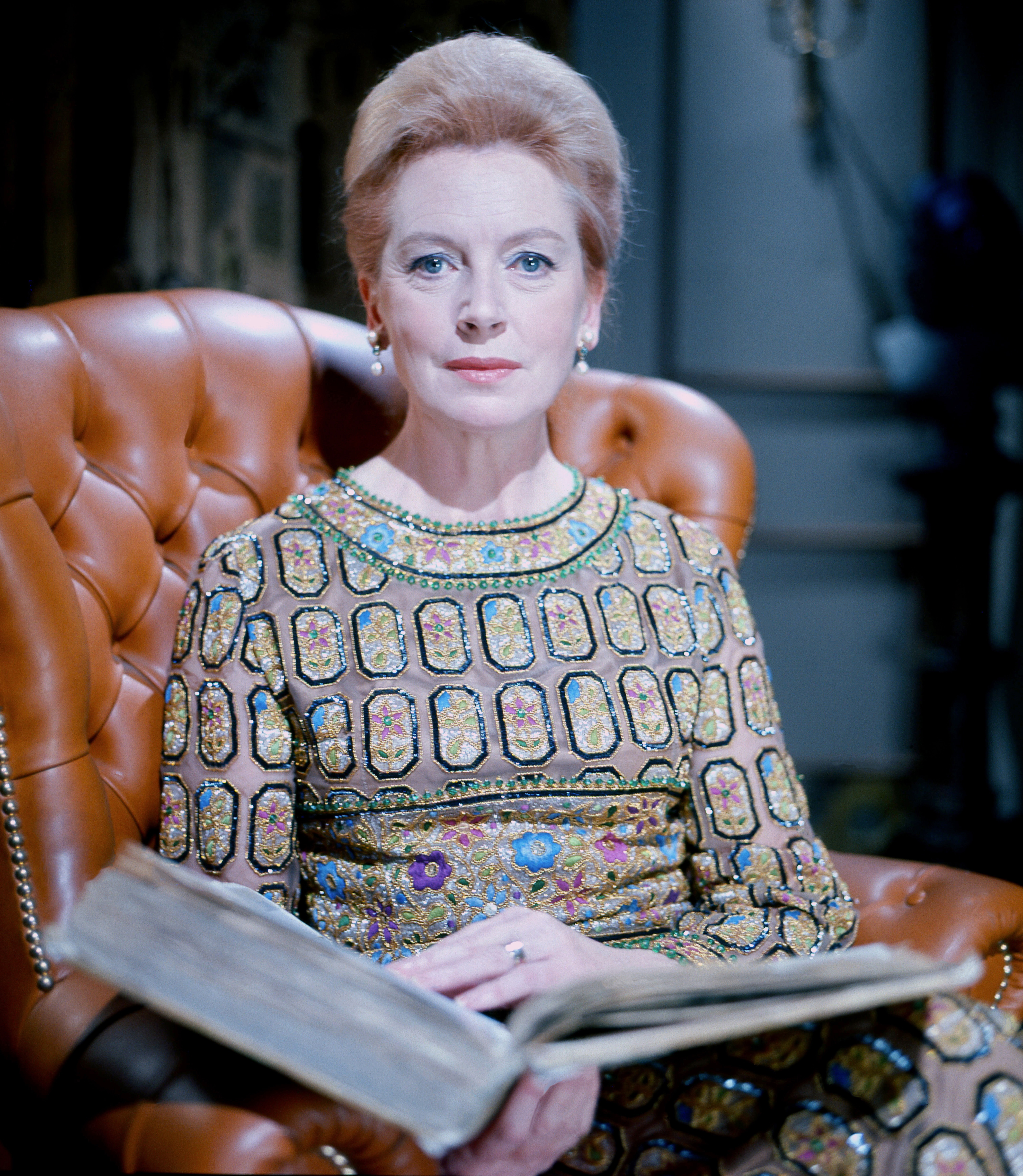
Deborah Kerr 1973-ban

### Balerina növendék
Deborah Kerr 1921-ben született Skóciában. Egy öccse volt. Édesapját, aki építész volt, korán elvesztette: a férfi megsérült az első világháborúban. Kerr táncolni tanult nagynénje bristoli iskolájában, és ösztöndíjjal bekerült a Sadler's Wells balettiskolába. Tizenhét évesen debütált Londonban, a Prométeusz című balettban. Kerr azonban úgy érezte, nem elég jó ahhoz, hogy balerina lehessen: túl magasnak találta magát, ráadásul látva társai ügyességét (mint Beryl Grey vagy Margot Fonteyn), meggyőzte magát, hogy sosem lesz igazi balett-táncos. Miután Kerr felfedezte, hogy érdeklődik a színészet világa iránt, különböző apró szerepekkel részt vett Shakespeare-drámákban. Első filmes szerepét George Bernard Shaw drámájának, a Barbara őrnagynak filmadaptációjában kapta (Major Barbara), főszerepben Wendy Hillerrel és Rex Harrisonnal, miután Gabriel Pascal, magyar származású producer egy étteremben odajött hozzá.

### Útban Hollywood felé
A brit filmiparban sorra kapta a főszerepeket, mígnem 1943-ban Michael Powell és Pressburger Imre kiválasztotta őt a Blimp ezredes élete és halála című filmjébe. Kerr az ezredes női ideáljait testesítette meg háromféleképpen. A film forgatása közben ő és Powell szeretők lettek. Később Powell remélte, hogy Kerr elvállalja a neki felkínált szerepet A Canterbury Tale című filmben, azonban Gabriel Pascal már leszerződtette a színésznőt a Metro-Goldwyn-Mayerrel. Kerr szerelmi ügye véget ért Powellel, miután a színésznő Hollywoodba ment filmezni. Első szerepe a Tökéletes idegenekben volt Robert Donattal az oldalán. Egy bugyuta párt játszottak, akik azonban a háború alatt tapasztaltaktól hatalmas változáson esnek át. 1945-ben nyolchetes színházi turnéra ment a Gázláng című thrillerrel. Járt Belgiumban, Hollandiában és Franciaországban is, és a turné alatt találkozott Anthony Bartley brit pilótával, aki első férje lett.
Kerr karrierje akkor indult be igazán, mikor 1947-ben főszerepet kapott a Fekete nárcisz című filmben, amely nemzetközi sikert ért el, a színésznő pedig lehetőséget kapott, hogy Clark Gable-lel A házalókban játszhasson.

### Hírnév és sikerek
1949-ben Oscarra jelölték az Edward fiam című filmben nyújtott alakításáért - amely mellesleg Robert Morley angol író színdarabjának adaptációja volt -, ennek ellenére a film nem vonzott nagy érdeklődést. Kerr a Kérlek, higgy nekem forgatása után kedveszegetten vallotta be, hogy nagyon szívesen játszott volna az Afrika királynőjében, amelynek jogaival már a Warners stúdió rendelkezett. Helyette egy másik afrikai történetben adódott lehetősége a színésznőnek, cím szerint a Salamon király kincsében. A film nagyszerűen szerepelt a közönség előtt, ezt pedig követte egy újabb kasszasiker, a nagy költségvetésű Quo vadis.
1952-ben Deborah Kerrt választották a Most és mindörökké című film főszerepére, miután Joan Crawfordnak összetűzése támadt a rendezővel az operatőrt illetően. Kerr három hónapig képezte beszédkiejtését, hogy megszabaduljon az akcentusától, vörös haját pedig szőkére festette. Alakítása sokkolta Hollywoodot és a rajongóit is. Ikonikussá vált az a forró jelenete Burt Lancasterrel, amikor a tengerparton fekszenek egymásba gabalyodva, a hullámok pedig körbe ölelik őket. Kerrt újabb Oscarra jelölték. Ezután a színésznő a Broadwayen is debütált a Tea és vonzalomban, amiben egy iskolaigazgató feleségét játszotta, akinek komolyan meg kellett győznie egy tanulót annak beállítottságát illetően. A darab filmváltozata megsínylette a cenzúrát, a színpadi teljesítménye azonban elismerő kritikát kapott. 1955-ben karrierje a csúcson járt, mikor megkapta Anna Leonowens szerepét az Anna és a sziámi király című filmben, amely meghozta számára a harmadik Oscar-jelölést. A filmben IV. Ráma király (szerepben Yul Brynner) a gyermekeihez és feleségeihez hívja meg a brit Annát, hogy tanítsa őket, közben maga is nagy változásokon megy keresztül.

### Oscar-jelölések nyomán
1956-ban ismét egy apáca szerepét öltötte magára, mint a Fekete nárciszban, az Ég tudja, Mr. Allison című filmben - újból Oscar-jelöléssel a zsebében. A következő évben Cary Granttal játszott a Félévente randevúban, amely a színésznő egyik kedvenc filmje volt. A következő évben Kerrt ismét jelölték Oscarra a Külön asztalokban nyújtott alakításáért. A vélemények azonban megoszlottak Kerrt illetően, egyesek túl mesterkéltnek vélték.
1959-ben Kerr újra Yul Brynnerrel játszott Az utazás című filmben, amelynek társszerzője Peter Viertel volt, Kerr későbbi második férje. 1960-ban a Csavargókban a színésznő egy megrendítő játékot mutatott be egy elnyomott, rongyokban járt feleségről, amely meghozta számára az utolsó Oscar-jelölést, de a díjat nem kapta meg. „Nekem kellett volna nyernem. Nekem!” - nyilatkozta Kerr, és sokan mások is egyetértettek vele, azonban ez a Modern kaméliás hölgy éve volt Elizabeth Taylorral a főszerepben. A hatvanas években már csak másodrangú filmekben szerepelt, nem kapott nagy visszhangot. A hetvenes években színpadon lépett fel, 1982-ben tért vissza tévéfilmek erejéig, mint Agatha Christie novelláskötetének, A vád tanúja és más történeteknek feldolgozására. Kerr 1984-ben életműdíjat kapott a cannes-i filmfesztiválon. A színésznő hivatalosan is nyugdíjba vonult, férjével Svájcba költöztek. 1994-ben Kerrt Oscar-életműdíjjal jutalmazták. Deborah Kerr 2007-ben hunyt el, Parkinson-kórban szenvedett.

## Filmográfia
Szerepei a Broadwayn
- Tea and Sympathy (1953-55)
- Seascape (1975)

Filmjei
| Év   | Cím                           | Szerep                                   |
| ---- | ----------------------------- | ---------------------------------------- |
| 1940 | Contraband                    | cigarettaárus (jelenet törölve)          |
| 1941 | Major Barbara                 | Jenny Hill                               |
| 1941 | Love on the Dole              | Sally Hardcastle                         |
| 1942 | Penn of Pennsylvania          | Gulielma Maria Springett                 |
| 1942 | Hatter's Castle               | Mary Brodie                              |
| 1942 | The Day Will Dawn             | Kari Alstad                              |
| 1942 | A Battle for a Bottle         | Linda hangja                             |
| 1943 | Blimp ezredes élete és halála | Edith Hunter Barbara Wynne Johnny Cannon |
| 1945 | Tökéletes idegenek            | Catherine Wilson                         |
| 1946 | I See a Dark Stranger         | Bridie Quilty                            |
| 1947 | Fekete nárcisz                | Clodagh nővér                            |
| 1947 | A házalók                     | Kay Dorrance                             |
| 1947 | If Winter Comes               | Nona Tybar                               |
| 1949 | Edward fiam                   | Evelyn Boult                             |
| 1950 | Kérlek, higgy nekem           | Alison Kirbe                             |
| 1950 | Salamon király kincse         | Elizabeth Curtis                         |
| 1951 | Quo vadis                     | Lygia                                    |
| 1952 | Thunder in the East           | Joan Willoughby                          |
| 1952 | Zenda foglya                  | Flavia hercegnő                          |
| 1953 | Julius Caesar                 | Portia                                   |
| 1953 | A fiatal Bess                 | Parr Katalin angol királyné              |
| 1953 | Álmaim asszonya               | Effie                                    |
| 1953 | Most és mindörökké            | Karen Holmes                             |
| 1955 | The End of the Affair         | Sarah Miles                              |
| 1956 | The Proud and Profane         | Lee Ashley                               |
| 1956 | Anna és a sziámi király       | Anna Leonowens                           |
| 1956 | Tea és vonzalom               | Laura Reynolds                           |
| 1957 | Ég tudja, Mr. Allison         | Angela nővér                             |
| 1957 | Félévente randevú             | Terry McKay                              |
| 1958 | Jó reggelt, búbánat!          | Anne Larson                              |
| 1958 | Külön asztalok                | Sibyl Railton-Bell                       |
| 1959 | Az utazás                     | Diana Ashmore                            |
| 1959 | Count Your Blessings          | Grace Allingham                          |
| 1959 | Beloved Infidel               | Sheilah Graham                           |
| 1960 | Csavargók                     | Ida Carmody                              |
| 1960 | Másutt a fű zöldebb           | Lady Hilary Rhyall                       |
| 1961 | The Naked Edge                | Martha Radcliffe                         |
| 1961 | Az ártatlanok                 | Miss Giddens                             |
| 1963 | ITV Play of the Week          | Moira (egy epizód)                       |
| 1964 | The Chalk Garden              | Miss Madrigal                            |
| 1964 | Az iguána éjszakája           | Hannah Jelkes                            |
| 1965 | Marriage on the Rocks         | Valerie Edwards                          |
| 1966 | Az ördög szeme                | Catherine de Montfaucon                  |
| 1967 | Casino Royale                 | Mimi ügynök                              |
| 1968 | Prudence and the Pill         | Prudence Hardcastle                      |
| 1969 | A különleges tengerész        | Elizabeth Brandon                        |
| 1969 | Megegyezés                    | Florence Anderson                        |
| 1982 | BBC2 Playhouse                | Carlotta Gray (egy epizód)               |
| 1982 | A vád tanúja                  | Plimsoll nővér                           |
| 1985 | Egy gazdag nő                 | Emma Harte                               |
| 1985 | The Assam Garden              | Helen                                    |
| 1985 | Reunion at Fairborough        | Sally Wells Grant                        |
| 1986 | Ann and Debbie                | Ann                                      |
| 1986 | Őrizd az álmot!               | Emma Harte                               |

## Díjak és jelölések
BAFTA-díj
- 1956: legjobb brit színésznő (jelölés) – The End of the Affair
- 1958: legjobb brit színésznő (jelölés) – Tea és vonzalom
- 1962: legjobb brit színésznő (jelölés) – Csavargók
- 1965: legjobb brit színésznő (jelölés) – The Chalk Garden
- 1991: különdíj

Cannes-i Filmfesztivál
- 1984: életműdíj

David di Donatello-díj
- 1959: legjobb külföldi színésznő – Külön asztalok
- 1987: legjobb külföldi színésznő (jelölés) – The Assam Garden

Emmy-díj
- 1985: legjobb női mellékszereplő (televíziós minisorozat vagy tévéfilm) (jelölés) – Egy gazdag nő

Golden Apple Awards
- 1956: Golden Apple – legjobb színésznő

Golden Globe-díj
- 1950: legjobb női főszereplő (jelölés) – Edward fiam
- 1957: legjobb női főszereplő (vígjáték vagy musical) – Anna és a sziámi király
- 1958: legjobb női főszereplő (filmdráma) (jelölés) – Ég tudja, Mr. Allison
- 1959: legjobb női főszereplő (filmdráma) (jelölés) – Külön asztalok
- 1959: Henrietta-díj

Hollywood Walk of Fame
- 1960: csillag a Hírességek sétányán

Laurel Awards
- 1958: legjobb női filmcsillag (jelölés)
- 1959: legjobb női főszereplő (filmdráma) – Külön asztalok
- 1959: legjobb női filmcsillag (jelölés)
- 1960: legjobb női filmcsillag (jelölés)
- 1961: legjobb női főszereplő (filmdráma) (jelölés) – Csavargók
- 1961: legjobb női filmcsillag (jelölés)
- 1964: legjobb női filmcsillag (jelölés)
- 1965: legjobb női főszereplő (filmdráma) (jelölés) – Az iguána éjszakája
- 1965: legjobb női filmcsillag (jelölés)

New York Film Critics Circle Awards
- 1946: legjobb színésznő (második hely) – Blimp ezredes élete és halála és Love on the Dole
- 1947: legjobb színésznő – Fekete nárcisz és I See a Dark Stranger
- 1956: legjobb színésznő (második hely) – Anna és a sziámi király és Tea és vonzalom
- 1957: legjobb színésznő – Ég tudja, Mr. Allison
- 1960: legjobb színésznő – Csavargók

Oscar-díj
- 1950: legjobb női főszereplő (jelölés) – Edward fiam
- 1954: legjobb női főszereplő (jelölés) – Most és mindörökké
- 1957: legjobb női főszereplő (jelölés) – Anna és a sziámi király
- 1958: legjobb női főszereplő (jelölés) – Ég tudja, Mr. Allison
- 1959: legjobb női főszereplő (jelölés) – Külön asztalok
- 1961: legjobb női főszereplő (jelölés) – Csavargók
- 1994: Oscar-életműdíj

Photoplay Awards
- 1958: legnépszerűbb filmcsillag

## További információ
- Deborah Kerr a PORT.hu-n (magyarul)
- Deborah Kerr az Internetes Szinkronadatbázisban (magyarul)
- Deborah Kerr az Internet Movie Database-ben (angolul)
- Deborah Kerr a Rotten Tomatoeson (angolul)
- Deborah Kerr az AlloCiné weboldalán (franciául)
- Deborah Kerr Profile. Famousfix.com. (Hozzáférés: 2023. június 17.)
- Michelangelo Capua – Deborah Kerr: A Biography. McFarland (2010)